# Pesky József
Pesky/Peschky József (Pest, 1795. – Pest, 1862. április 26.) magyar festőművész. Fia, Pesky Ede (1835–1910) is itt dolgozott, így munkásságuk nehezen szétválasztható.

## Életpályája
Eleinte színházi festő volt apjánál. 1815–1818 között a Bécsi Képzőművészeti Akadémián tanult festési technikát. Hazatérve elismert arckép- és oltárképfestő lett. Műhelyében tanult a biedermeier magyar portréfestőjének több mestere, köztük Kozina Sándor, Györgyi Giergl Alajos.
Oltárképeinek gyakori témája volt Szent István és Szent Imre.
Sírja a Fiumei úti sírkertben található.

## Festményei
- oltárkép a Nagybörzsöny evangélikus templomban (1828)
- oltárkép a Kalocsai székesegyházban (1832)
- Nepomuki Szent János oltárképe a Törteli római katolikus templomban (1835)
- szatmárnémeti székesegyház Jézus mennybemenetele-főoltárképe (1836)
- Egy evangélikus templom oltárképe (Orosháza, 1838)
- Veszprémi székesegyház (1839)
- Apátfalva római katolikus templom (1854)
- női portré
- Szent József álma

- I. Ferenc József magyar király
- Jankovich Miklós
- Kisfaludy Károly